# Georg Schramm (Jurist)
Georg Schramm (* 20. August 1871 in Bamberg; † 13. Mai 1936 in Innsbruck) war ein deutscher Jurist und Ministerialdirektor.

## Leben
Georg Schramm trat in die bayerische Armee ein und leistete seinen Militärdienst im 2. Ulanen-Regiment. Anschließend studierte er Rechtswissenschaften und promovierte 1895 an der Universität Würzburg mit dem Thema Das Verordnungsrecht nach dem Staatsrechte des Deutschen Reiches. Zeitgleich war er als Assessor am Amtsgericht Lindau.
Als Marineintendanturassessor trat er am 15. Dezember 1899 in die Kaiserliche Marine ein und war bei der Marineintendantur der Ostsee in Kiel. Am 29. März 1902 wurde er mit Wirkung zum 1. April 1902 Marineintendaturrat. Vom 21. September 1904 bis 3. September 1914 war er anfangs als Dezernent an das Reichsmarineamt kommandiert. In dieser Position wurde er am 2. März 1907 zum Wirklichen Admiralitätsrat und Vortragenden Rat und am 1. Februar 1913 zum Geheimen Admiralitätsrat mit dem Rang eines Rates II. Klasse ernannt.
Vom 1. Januar 1907 bis 21. Januar des Folgejahres war er Sachbearbeiter bei der 1. Haager Friedenskonferenz. Im Januar und Februar 1909 war er als Sachbearbeiter bei der Londoner Seekriegskonferenz.
Vom 28. Juni 1914 bis 3. September 1914 war er mit der Wahrnehmung der Geschäfte des Chefs der Abteilung Unterkunftsangelegenheiten (U) im Verwaltungsdepartement im Reichsmarineamt beauftragt. Anschließend übernahm er die Abteilung bis 2. März 1917. Am 12. März 1916 wurde er Geheimer Admiralitätsrat und bis 2. März 1917 mit der Wahrnehmung der Geschäfte als Direktor des Verwaltungsdepartements im Reichsmarineamt beauftragt. Ab dem 3. März 1917 war er bis 3. Juni 1919 Direktor des Verwaltungsdepartements. Er wurde anschließend beurlaubt und am 23. August 1919 mit dem Rang eines Ministerialdirektors aus dem Reichsdienst verabschiedet.

## Werke (Auswahl)
- Das Prisenrecht in seiner neuesten Gestalt. Mittler & Sohn, Berlin, 1913.